# Santa Maria a Vico
 Santa Maria a Vico  község (comune) Olaszország Campania régiójában, Caserta megyében.

## Fekvése
A megye délkeleti részén fekszik, Nápolytól 30  km-re északkeletre, Caserta városától 13 km-re délkeleti irányban. Határai: Arienzo, Cervino, Durazzano, Maddaloni, San Felice a Cancello és Sant’Agata de’ Goti.

## Története
A település eredetéről nincsenek pontos adatok. Valószínűleg a Via Appia egyik állomása helyén alakult ki. A települést a 9. században a szaracénok, majd a 12. században a normannok pusztították el, de mindkét alkalommal hamar újjáépült. A következő századokban nemesi birtok volt. A 19. században nyerte el önállóságát, amikor a Nápolyi Királyságban felszámolták a feudalizmust.

## Népessége
A népesség számának alakulása:

## Főbb látnivalói
- Santa Maria Assunta-templom
- San Nicola Magno-templom